# Evangelische Kirche (Münzenberg)

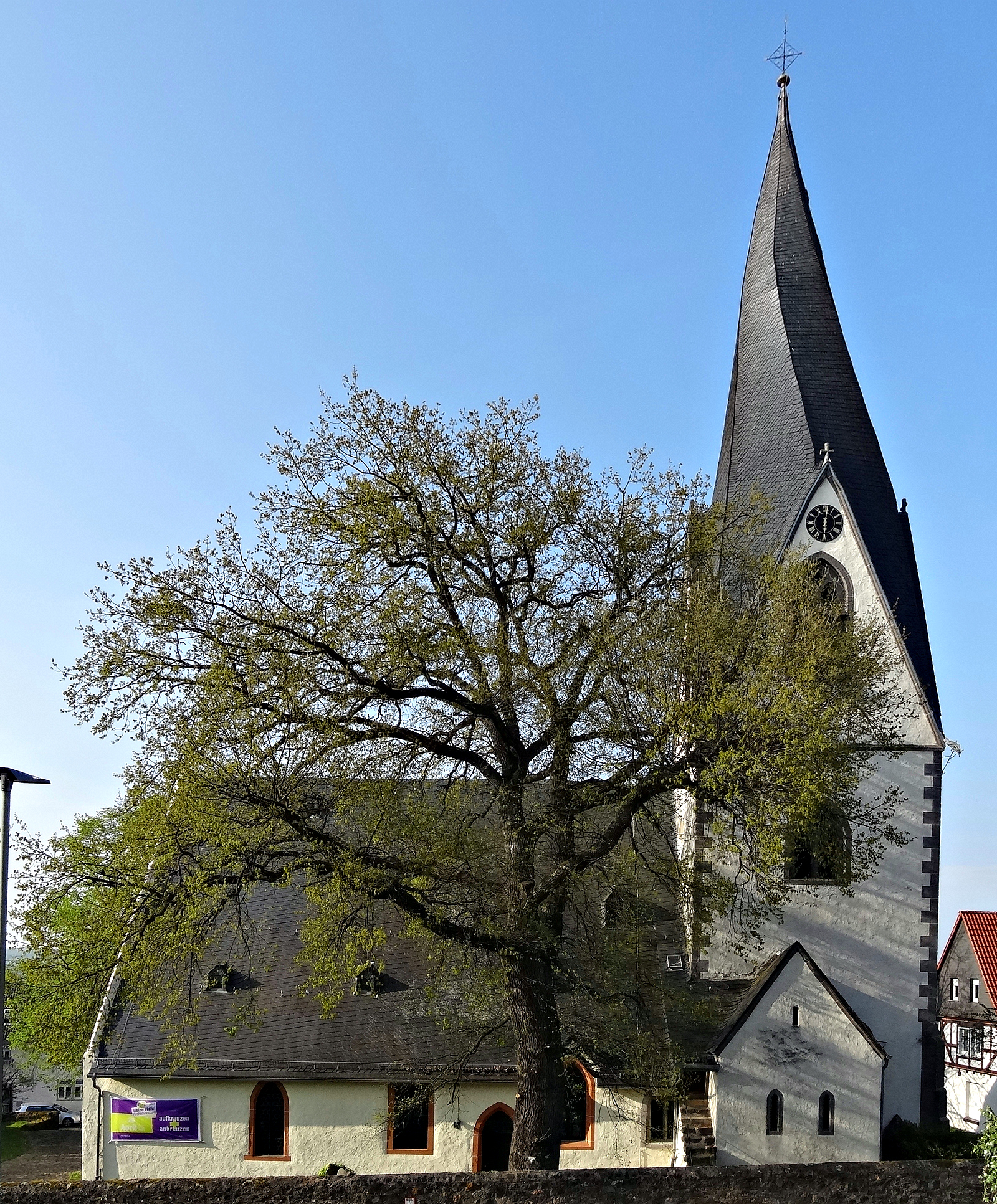
Kirche von Süden mit schiefem und in sich gedrehtem Turm

Die Evangelische Kirche in Münzenberg im hessischen Wetteraukreis geht in ihren ältesten Teilen auf das 12. Jahrhundert zurück. Durch zwei Umbauten in der Mitte des 13. Jahrhunderts und im Barock erhielt sie ihre heute maßgebliche Gestalt. Der zweischiffige Bau mit asymmetrischem, auf der Südseite abgeschlepptem Satteldach hat einen mächtigen östlichen Chorturm mit gedrehtem Spitzhelm über vier Dreiecksgiebeln. Die ortsbildprägende Kirche ist hessisches Kulturdenkmal.

## Geschichte

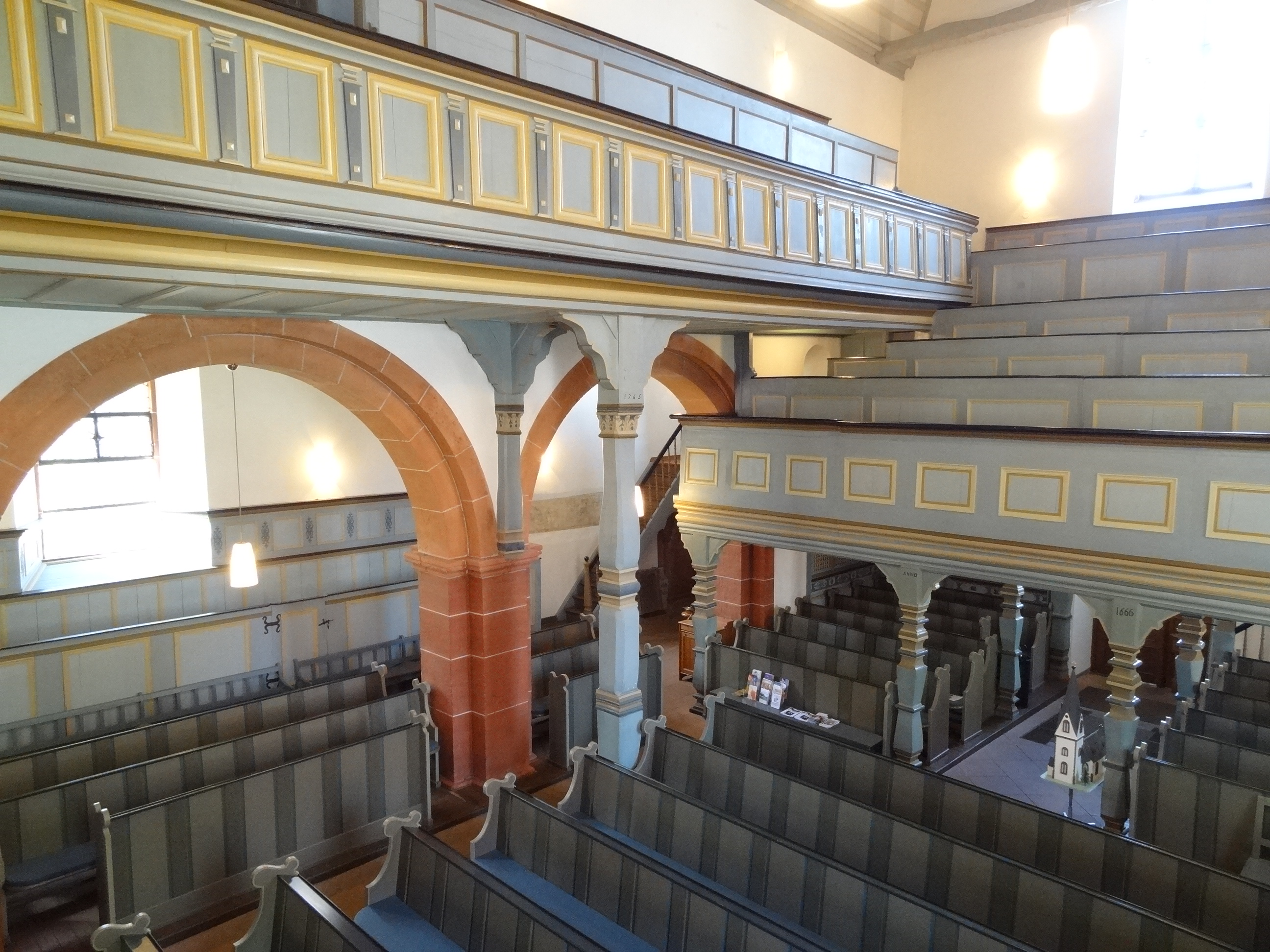
Südempore (1765) über Arkade, gestaffelte Westempore (1666)

Die Kirche wurde wahrscheinlich zu Beginn der zweiten Hälfte des 12. Jahrhunderts errichtet. Als erster Patronatsherr wird Kuno I. von Münzenberg angenommen, der auch Burg Münzenberg errichtete. Im Jahr 1183 ist ein Kleriker (clericus), im Jahr 1226 ein Pleban namens Conradus nachgewiesen. Unklar ist, ob der Kleriker in der Burgkapelle tätig war. In einer Urkunde von 1248 wird ein Friedhof (cymiterio apud Minzenberg) erwähnt, dessen Erweiterung an der Nordseite der Kirche im Jahr 1319 bezeugt wird. Spätestens 1255 wurde Münzenberg zur selbstständigen Pfarrkirche erhoben. Bis dahin war es ein Filial der Mutterkirche in Trais-Münzenberg. In diesem Zuge wurde die romanische Kirche erheblich vergrößert. Im Osten wurden der Kirchturm mit der Sakristei und im Süden ein Seitenschiff angebaut, das wahrscheinlich ein eigenes Satteldach erhielt. Denkbar sind auch mehrere Querdächer. Eine Erweiterung nach Norden war wegen des dort angelegten Friedhofs nicht möglich. Seit 1276 ist ein Frühmesser nachweisbar. Die Kirche war ursprünglich der Maria als Schutzpatronin geweiht und verfügte über acht Altäre. Am 4. April 1294 wurde der Altar des heiligen Georg gestiftet. Des Weiteren gab es Altäre der Heiligen Johannes, Nikolaus, Maria, Peter und Paul, Elisabeth und Katharina sowie Anna und Sebastian. Entsprechend waren in der Mitte des 15. Jahrhunderts acht Priester in der Pfarrkirche bepfründet. Noch für 1613 ist ein Katharinenaltar bezeugt. Kirchlich gehörte die Pfarrkirche im Mittelalter zum Archidiakonat von St. Maria ad Gradus im Erzbistum Mainz.
Mit Einführung der Reformation im Jahr 1558 wechselte Münzenberg zum protestantischen Bekenntnis. Ende der 1580er Jahre führte Pfarrer Johannes Heucher zusammen mit seinem Kaplan inoffiziell die reformierte Lehre ein, der auch sein Nachfolger Johann Eitel Rhodius (1598–1612) nahestand. Ab 1614 schloss sich die Gemeinde endgültig dem lutherischen Bekenntnis an. Im Dreißigjährigen Krieg erlitt das Gebäude schweren Schaden. Ende des 16. oder Anfang des 17. Jahrhunderts wurde im Hauptschiff die bestehende Holztonne des 13. Jahrhunderts samt Kirchendach erhöht. Hierfür wurden die Mauern des Hauptschiffs um etwa 1,5 Meter aufgestockt und die Südmauer erniedrigt. Das Seitenschiff wurde mit dem Hauptschiff unter einem gemeinsamen Schleppdach vereint. Im Jahr 1666 wurde die große Westempore als Männerempore und 1765 eine schmale Südempore vor den Arkaden sowie die Ostempore für die Orgel eingebaut.
Bei einer Renovierung im Jahr 1896 wurden das spätmittelalterliche Maßwerk der Fenster entfernt, die Holztonne erneuert und der bemalte Innenputz bis auf wenige Reste abgeschlagen. In den Jahren 1900 bis 1901 folgte die Erneuerung des Helmaufbaus. Eine Kirchenrenovierung wurde von 1959 bis 1961 unter Leitung von Karl Gruber durchgeführt. Die Orgelempore wurde über den Chorbogen angehoben (um 1,50 Meter) und die Südempore verkürzt, um den Blick auf den gotischen Chor nicht zu verstellen. Das Kirchengestühl wurde teilweise erneuert, die Holztonne durch eine neue überdeckt, die Kirche innen und außen neu farblich neu gefasst und die fehlenden Teile des Ziboriums wurden rekonstruiert. Eine Renovierung des Kirchturms folgte im Jahr 2007.

## Architektur

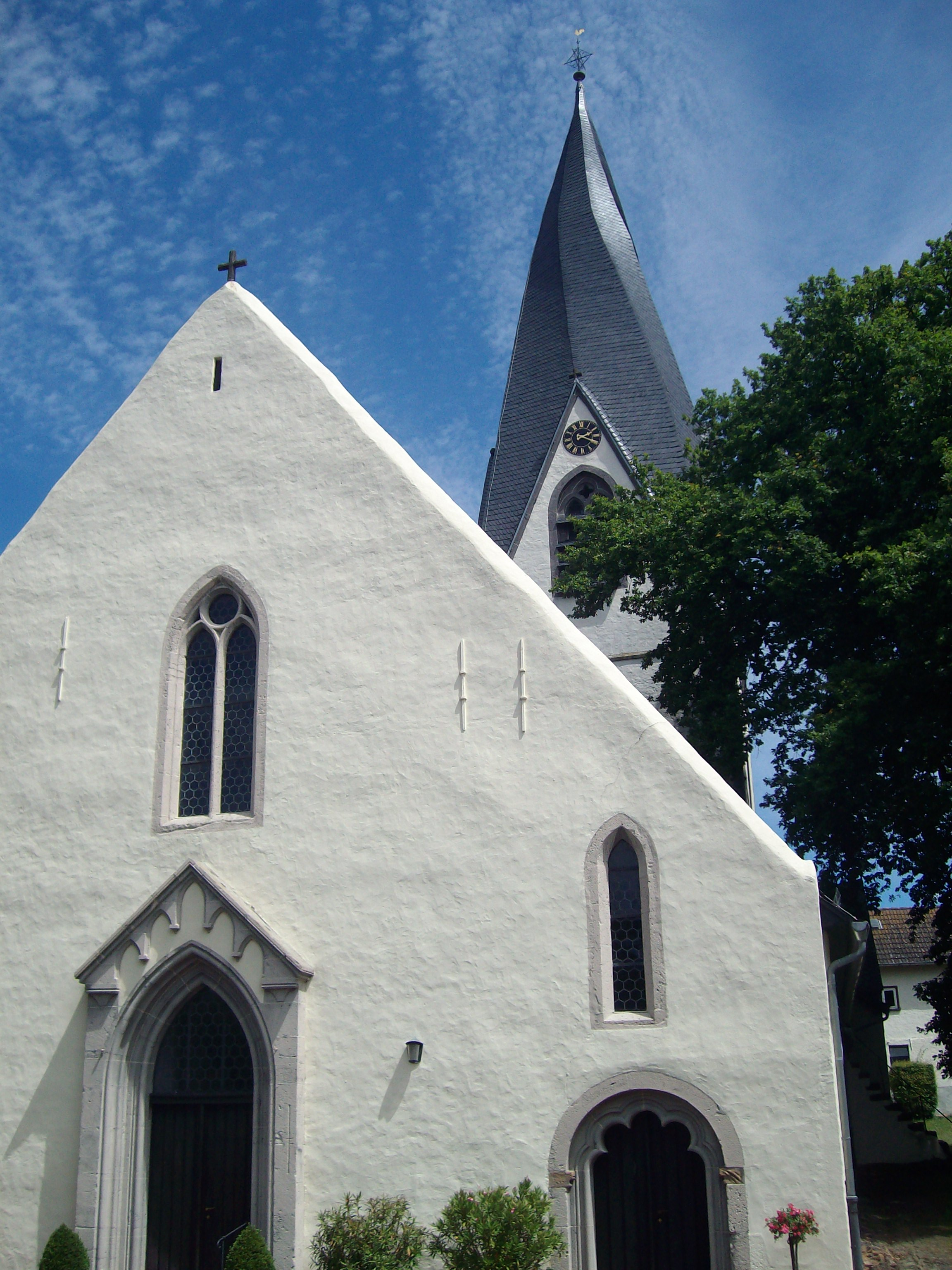
Westseite der Kirche mit Portalen des 13. Jahrhunderts

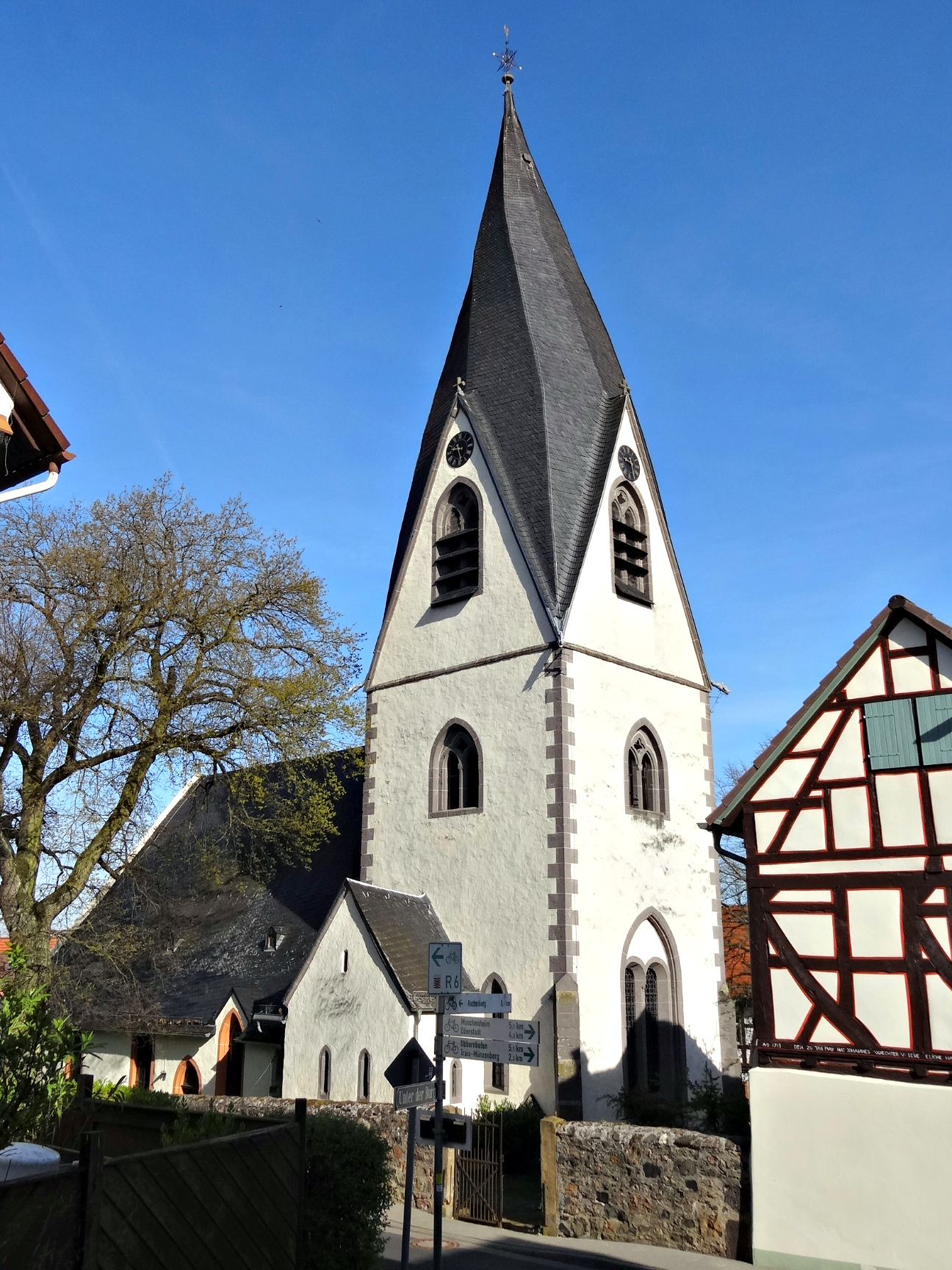
Turm von Südosten

Die geostete zweischiffige Anlage ist nördlich der Burg auf einem Schlepphang im Zentrum der planmäßig angelegten Stadt errichtet. Die romanische Saalkirche (13 × 8 Meter) des 12. Jahrhunderts mit Flachdecke und schmalem, eingezogenem Chor (7,5 × 6 Meter) hatte einen weißen Außenputz mit rot aufgemalter Verfugung. Durch die Erweiterungsumbauten im 13. Jahrhundert und im Barock entstand ein komplexer Baukörper. Die Kirche wird von einer Mauerumfriedung aus Bruchsteinmauerwerk umgeben, die den 35 × 50 Meter großen Kirchenbezirk einschließlich Friedhof umschloss.
Der weiß verputzte, zweischiffige Bau aus Bruchsteinmauerwerk hat ein Langhaus, das höher und breiter als das südliche Seitenschiff ist. Das Langhaus wird von einem asymmetrischen Satteldach bedeckt, das auf der Südseite abgeschleppt ist. Die zweitverwendeten Hölzer der Dachkonstruktion stammen aus mittelalterlicher Zeit. Der alte Ostchor ist an der Nordseite um eine Mauerbreite eingezogen und gegenüber dem Schiff um zwei Stufen erhöht. Von der romanischen Kirche sind die Nordwand, die westliche Schiffswand und das westlichste Stück der Südwand (etwa 3–4 Meter) erhalten. Bei der Restaurierung 1959–1961 wurde beim Abschlagen des Außenputzes der Westwand die Eckquaderung der früheren Südwestecke freigelegt, die das Seitenschiff als späteren Anbau auswies. Im Rest der alten Südwand ist ein vermauertes Rundbogenfenster mit Laibung und Holzumrahmung erhalten. Das reich profilierte, spitzbogige, frühgotische Hauptportal im Westen hat eine Giebelüberdachung mit Spitzbogenfries aus der zweiten Hälfte des 13. Jahrhunderts, darüber ein zweibahniges spitzbogiges Maßwerkfenster aus Basalt mit Kreis im Spitzbogen. In der Nordseite des alten Chors ist ein sekundär vermauertes, bauzeitliches Rundbogenfenster aus romanischer Zeit erhalten. Darüber wurde ein spitzbogiges Fenster eingebrochen. Ein vermauertes, profiliertes, gotisches Nordportal unterhalb dieser Fenster hat einen profilierten Kleeblattbogen und diente als Priesterpforte. In der Ostwand belichtet ein Rundbogenfenster das Ziborium. Das Hauptschiff erhält an der Nordseite durch zwei Spitzbogenfenster und ganz im Westen durch ein kleines trapezförmiges Fenster und ein hochsitzendes, schmales Rundbogenfenster Licht, die im 16. bis 18. Jahrhundert entstanden sind. Die gotischen Nordfenster sind vollständig vermauert.
Im Inneren öffnet anstelle des früheren Ostabschlusses ein gestufter großer Spitzbogen über profilierten Kämpfern den gotischen Chor zur romanischen Ursprungskirche. Eine Arkade mit drei großen Rundbögen (die alte Südmauer) und einem kleinen verbindet das südliche Seitenschiff mit dem älteren Mittelschiff (19,80 × 8,50 Meter). Die zwei niedrigen, gestuften Rundbögen im Westen haben kreuzförmige Pfeiler mit Karnieskämpfern, der sich anschließende Bogen gefaste Kanten, die zwei westlichen Pfeiler und attische Basen. Der östliche, gratgewölbte Bereich des Seitenschiffs wird durch einen Gurtbogen auf Konsolen abgetrennt und diente ursprünglich als Raum für einen Nebenaltar, der seine Entsprechung im nordöstlichen Baldachinaltar fand. Das 3,05 Meter breite Seitenschiff hat im Süden zwei spitzbogige und zwei rechteckige Fenster sowie ein Spitzbogenportal mit Fase. Das östliche Spitzbogenfenster der Südwand reicht in Giebelform in den Dachraum hinein und weist auf die Erniedrigung der Südwand im Zeitalter des Barock.  Das Westportal aus der Mitte des 13. Jahrhunderts ist älter als das Hauptportal. Das spätromanische Zackenportal aus Lungstein unter einem Rundbogen mit vorkragenden Laibungskämpfern aus Sandstein ist aufwändig gestaltet. Darüber ist ein schmales Spitzbogenfenster eingelassen.
Im Osten erhebt sich über quadratischem Grundriss der aus der Achse gerückte hohe, frühgotische Chorturm (innen 6,10 × 5,95 Meter lichte Weite), dessen dreigeschossiger Turmschaft ungegliedert ist und im Bereich des Erdgeschosses durch Strebepfeiler gestützt wird. Die Eckquaderung ist vom Verputz ausgespart. Das umlaufende Sockelprofil weist eine attische Basis auf. Der Chorraum ist von einem Kreuzrippengewölbe mit Birnstabrippen über Konsolen mit unterschiedlichen Knospenverzierungen überwölbt. Im Erdgeschoss wird der Chor an der Nord- und Südseite durch je ein schmales Spitzbogenfenster belichtet, an der geraden Ostseite durch ein rundbogiges Zwillingsfenster in einer spitzbogigen Blende. Das Obergeschoss hat gekuppelte Schallöffnungen mit Vierpass im Spitzbogen. Im Westen schneidet das Kirchendach das ältere Turmfenster. Alle Turmfenster haben Basaltumrahmung. Über dem Gesims erheben sich vier steile Dreiecksgiebel, die in einen achtseitig verschieferten Spitzhelm überleiten. Die Giebel haben ebenfalls gekuppelte Schallöffnungen mit Vierpass im Spitzbogen. Darüber sind in den Giebelspitzen Öffnungen in Form von Vierpässen eingelassen, die heute durch die Ziffernblätter der Turmuhr verdeckt werden. Die Drehung des Helms wurde möglicherweise durch die Verwendung von nicht abgetrocknetem Bauholz bewirkt und sollte den Windwiderstand mindern, kann aber durch Wind und Wetter verursacht sein, zudem sich der Helm westwärts neigt. Der Turmaufbau wird von einem Turmknauf, einem schmiedeeisernen Kreuz und einem Wetterhahn bekrönt. Im Süden des Turms schließt sich eine kleine überwölbte Kapelle auf rechteckigem Grundriss an, die nur vom Chor aus durch eine spitzbogige, profilierte Tür mit Fase aus gotischer Zeit über zwei Stufen zugänglich ist. Der Innenraum wird im Süden durch zwei und im Osten durch ein spitzbogiges Lanzettfenster belichtet. Das niedrige Kreuzgewölbe auf Konsolen und Knospenkapitellen und die Umrandungen von Fenster und Türen sind mit floralen Ornamenten und Rollwerk des 17. Jahrhunderts bemalt. Eine steinerne Außentreppe an der Südseite führt zur Orgelempore und in den Turm.

## Ausstattung

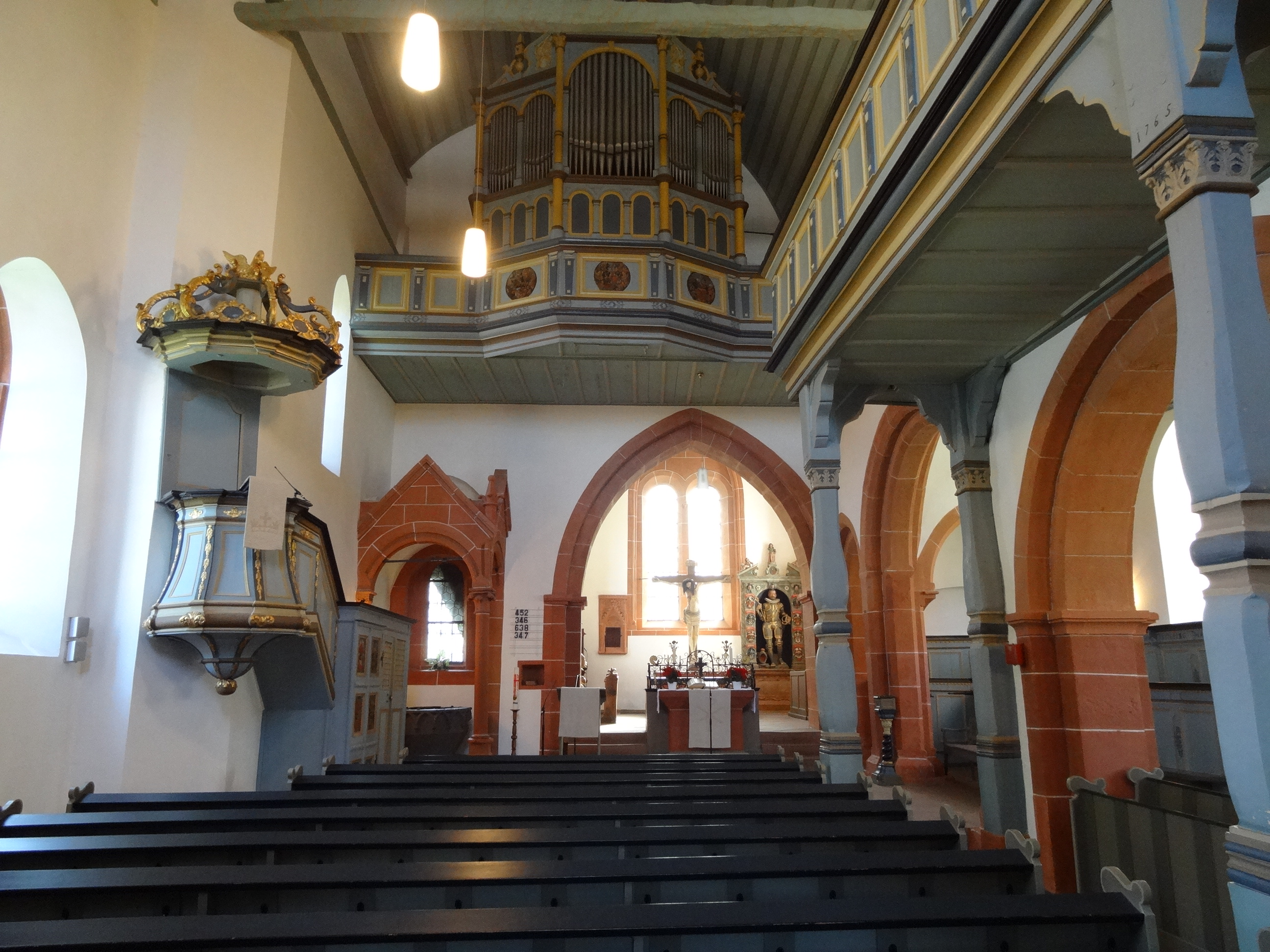
Innenraum mit Blick nach Osten

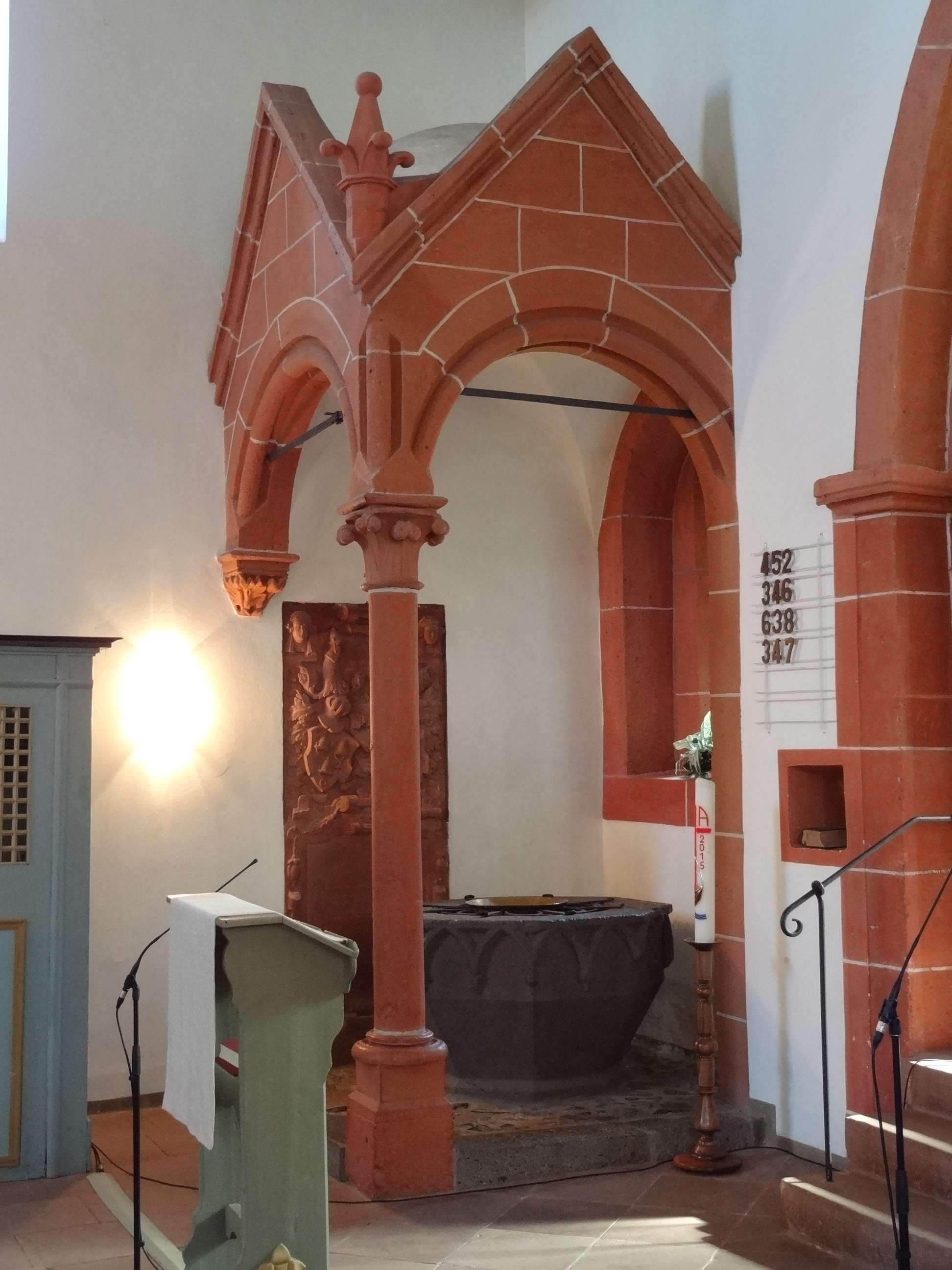
Gotisches Ziborium mit Taufstein

Der Innenraum des Schiffs wird von einer steil gewölbten Holztonne, das Seitenschiff von einer Flachdecke abgeschlossen. West- und Südempore ruhen auf vierseitigen, gegliederten Pfosten mit Kapitellen, die mit flachgeschnitzten Blättern belegt sind, und Kopfbändern. Ein Pfosten trägt die Jahreszahl 1765. Die niedrige, gestaffelte Westempore ist mit 1666 bezeichnet und hat in der Brüstung querrechteckige Felder. Die Süd- und Ostempore haben kassettierte Füllungen, die trapezförmige Ausbauchung der Orgelempore ist mit drei runden Wappenfeldern bemalt. Die Schilde zeigen die Wappen der Grafen Ludwig († 1574) und Christian († 1581) von Stolberg-Königstein (links), der Grafen von Solms (Mitte) und der Grafen von Hanau (rechts).
Zu den ältesten Inventarstücken gehört das achtseitige frühgotische Taufbecken aus Basalt mit Spitzbogenfries aus den 1290er Jahren. Es stand lange vor der Westwand zwischen den beiden Portalen und hat seit der Renovierung 1959–1961 seinen Platz unter dem gotischen Ziborium in der Nordostecke des alten Chors gefunden. Hier stand ursprünglich der Marienaltar. Der bemerkenswerte Baldachin aus der zweiten Hälfte des 13. Jahrhunderts hat ein Kreuzgewölbe und ist aus weiß verfugtem rotem Sandstein auf quadratischem Grundriss gefertigt. Er besteht aus zwei profilierten Rundbögen mit Rundstab, die in profilierten Dreiecksgiebeln enden, zwischen denen eine Spitze angebracht ist. Er ruht auf einer schlanken Rundsäule mit Würfelbasis und einem mit acht Knospen verziertem Kapitell. Die Konsole an der Nordwand ist mit Blattornamenten belegt. Von den ursprünglich fünf Altären sind drei erhalten. Der Hauptaltar unter dem Chorbogen war der heiligen Katharina geweiht. Er hat eine Platte aus Basalt über Schräge und erhielt in der  Mitte des 18. Jahrhunderts an der Rückseite ein schmiedeeisernes, barockes Gitter mit vergoldeten Spitzen. In der Turmhalle steht der Hochaltar (wohl des heiligen Georg) und im südlichen Vorbau ein steinerner Altar, die beide aus Basalt gefertigt sind.
Im Chorraum befindet sich ein dreisitziges Chorgestühl des 13. Jahrhunderts mit einem staufischen Knauf. Das fünfsitzige Chorgestühl mit geschnitzten Wangen und Miserikordien ist dreimal an den Seitenlehnen mit der Jahreszahl 1491 bezeichnet und trägt an der Westseite das Münzenberger Wappen in Rot und Gold, ostwärts das Wappen von Eppstein. Brüstung und Holzverkleidung sind mit flachgeschnitzten Rankenmotiven und Schilden verziert. Das Kirchengestühl stammt aus den Jahren 1659 und 1662. Die herrschaftlichen Sitze von 1662 im Seitenschiff tragen die Namen der Stadt- und Burgherren jener Zeit. Unter der Westempore ist seit 1961 die Holzverkleidung des geschlossenen Stuhls der Frau Obersten zu Hattstein von 1659 aufgestellt, der in nachreformatorischer Zeit unter dem Baldachin stand. Der erste, westliche Rundbogen zum Seitenschiff ist mit einer Darstellung der heiligen Margareta mit einer Siegespalme bemalt. Die mittelalterliche Darstellung des 14. Jahrhunderts ist nur noch schwach erkennbar. An der Südwand des Seitenschiffs ist ein Streifen Bemalung aus demselben Jahrhundert erhalten. In der Seitenkapelle, die heute als Sakristei genutzt wird, sind mehrere spätgotische Wandschränke mit 1466 und 1517 bezeichnet. Sie haben schwere Eisenbeschläge aus gotischer Zeit und dienten zur Aufbewahrung der Vasa sacra und des Archivs. Ein Wandschrank trägt die Jahreszahl 1777 und hat eine Eisentür.

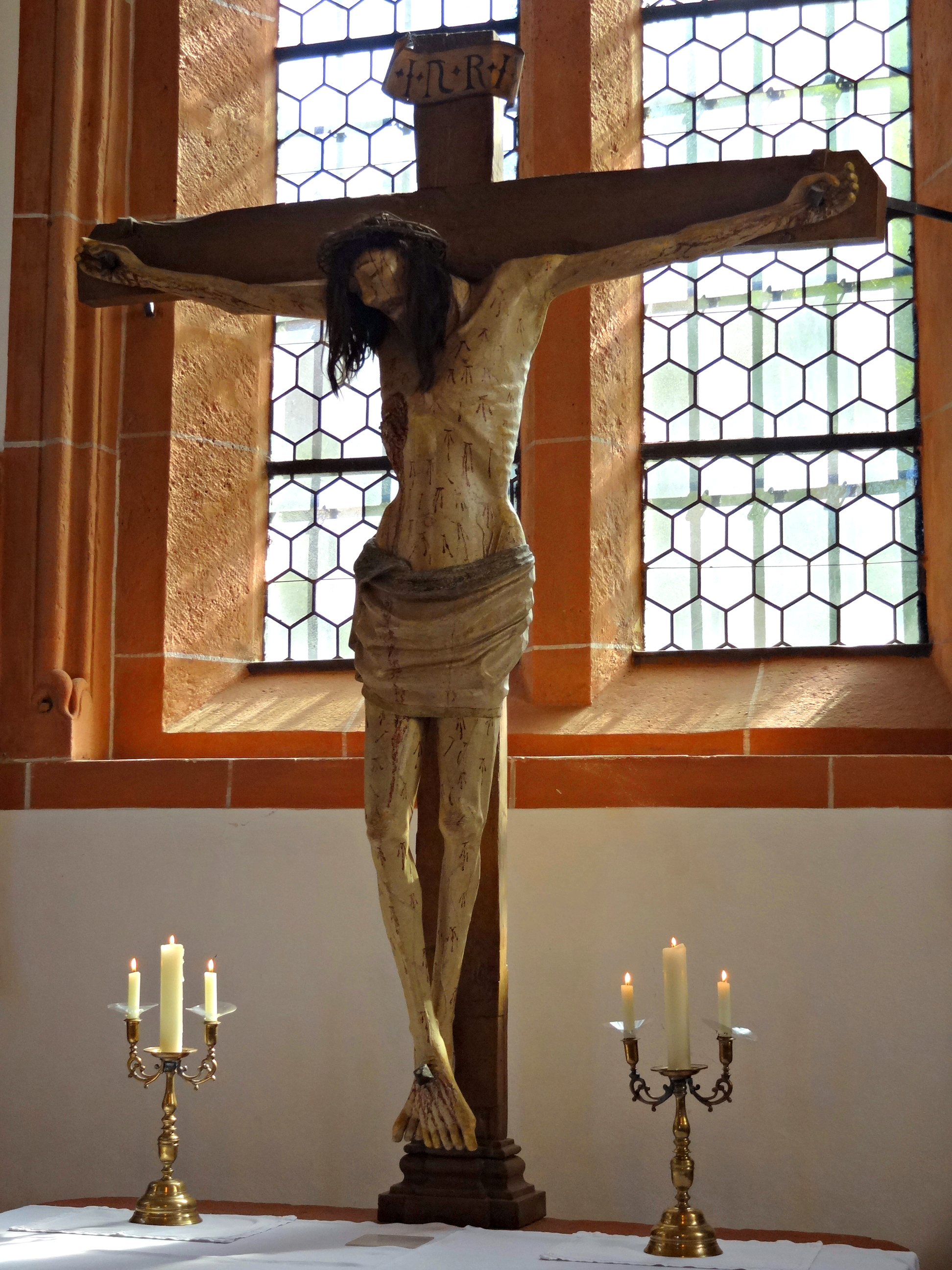
Kruzifix von 1431 mit Echthaar

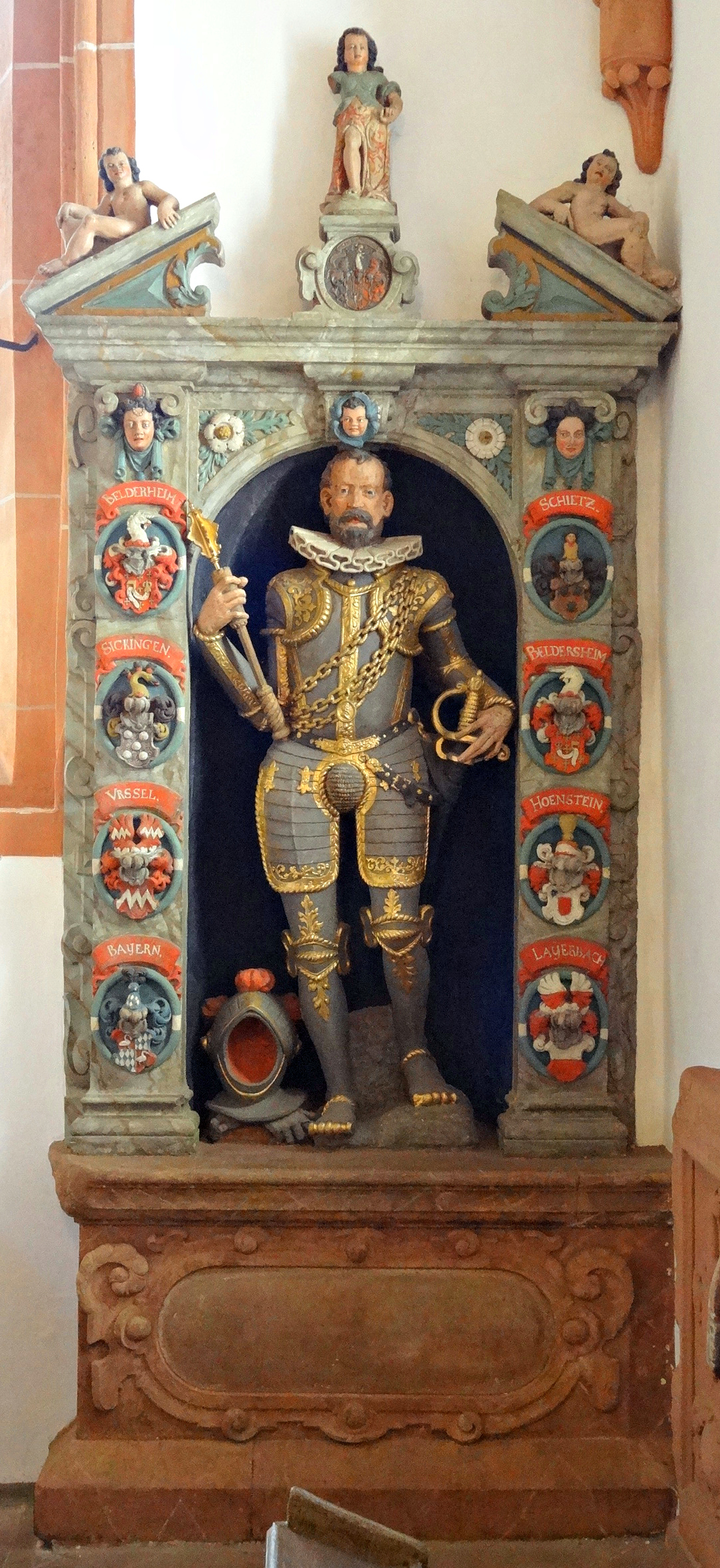
Epitaph des Daniel von Bellersheim († 1601)

Bedeutendster Ausstattungsgegenstand ist das überlebensgroße gotische Kruzifix von 1431 (2,57 Meter hoch, 2 Meter breit) über dem frühgotischen Hochaltar im Chor. Es stammt aus der Würzburger Schule und ist mit einer Echthaarperücke ausgestattet, die aufgrund von Haarresten und Beschreibungen rekonstruiert wurde. Im Brustbereich befinden sich in einer verschlossenen Höhlung drei Reliquien. Ein Pergamentstreifen war um einen Span des Leichenwagens der heiligen Elisabeth gewickelt und mit den Worten beschrieben: „Item daz hultz ist von s[anc]te Elizabeth lichkare“. Ein Beutel aus rotem Seidentuch beinhaltet der Beschriftung zufolge Reliquien des heiligen Justin und des heiligen Theodor. 1959–1961 wurde die ursprüngliche Fassung unter bis zu sechs Farbschichten freigelegt. Links davon ist eine spätgotische Sakramentsnische des 15. Jahrhunderts aus rotem Sandstein in der Ostwand eingelassen. Sie ist mit Fialen, Wimperg und Maßwerk reich verziert.
In der Südostecke ist das aufwändig gearbeitete, polychrom gefasste Epitaph aus Sandstein in Formen der Renaissance für den Friedberger Burgmannen Daniel von Bellersheim († 31. März 1601 oder 1603) aufgestellt, das er zu seinen Lebzeiten anfertigen ließ. Er ist in seiner Ritterrüstung zwischen zwei mit acht Wappen besetzten Pilastern unter einem Rundbogen dargestellt. Zu sehen sind links die Wappen von Bellersheim, von Sickingen, von Ursel und von Bayern, rechts die Wappen von Schütz von Holzhausen, von Bellersheim, von Hohenstein und von Lehrbach. Der Sockel aus rotem Sandstein hat eine querovale Kartusche. Den oberen Abschluss bildet ein gesprengter Giebel, auf dem zwei kleine Figuren liegen. Eine weitere Figur steht auf dem mittleren, kreisrunden Wappenfeld. Der gespaltene Schild zeigt die Hatzfeldischen, Bellersheimischen und Hattsteinischen (Huttenschen) Wappen. An der Südwand ist die Grabplatte des Ritters aus rotem Sandstein angebracht. Die Grabplatte für Elisabeth Hartmann von Bellersheim geb. Schütz von Holzhausen († 1561) befand sich ursprünglich im Chor und ist seit 1959–1961 hinter dem Taufstein in der Nordwand eingelassen. Sie trägt die Wappen der Familie Schütz und von Bellersheim und die Inschrift: „NOTA IHR LEICHNAM ALHIR IN DAS CHOR BEGRABEN VND GELEGET WAR“, darunter die Hauptinschrift.
Rechts vom Ziborium schließt sich an der Ostwand eine schlichte Nische eines ehemaligen Tabernakelschränkchens aus romanischer Zeit an. Ein auf Holz gemaltes Epitaph eines unbekannten Künstlers von 1558 an der nördlichen Chorwand wurde von Johann von Bellersheim und seiner Frau Clara von Sickingen gestiftet. Es lehnt sich an eine Darstellung der Verkündigung von Cranach an. Von Gott Vater in einem Wolkenloch geht ein Strahlenbündel Richtung Maria aus, das in einem herabsteigenden Kind endet. Darunter sind die Wappen von Bellersheim und Sickungen sowie eine kniende Familie zu sehen. Eine weite Renaissancelandschaft bildet den Hintergrund. Das Gemälde wird von zwei Wappenleisten mit insgesamt 14 Wappen flankiert. Das figurenreiche Epitaph an der Nordwand des Hauptschiffs zeigt das Stifterpaar Hartmann von Bellersheim und Frau Elisabeth sowie links vier männliche und rechts neun weibliche Angehörige. Die Darstellung verbindet das Weltgericht mit der geistlichen Waffenrüstung. Auf einem rechteckigen Schriftfeld unter dem Giebel ist der entsprechende Bibelabschnitt aus Eph 6,10–11.14–18  zu lesen. Der Architrav über dem Bild trägt in zwei Spalten die Bibelverse aus 2 Petr 3,14–15a  und 2 Tim 4,7–8a . Unter dem Bild steht in einer umfangreichen Inschrift die Lebensgeschichte der Familie in Gedichtform. Weitere Grabplatten, die früher die Gräber im Chorraum bedeckten, sind an der Nordwand und im Seitenschiff aufgestellt. Rechts neben dem Seiteneingang steht der Grabstein der Anna Katharina Buff, Urgroßmutter von Charlotte Buff aus Wetzlar.

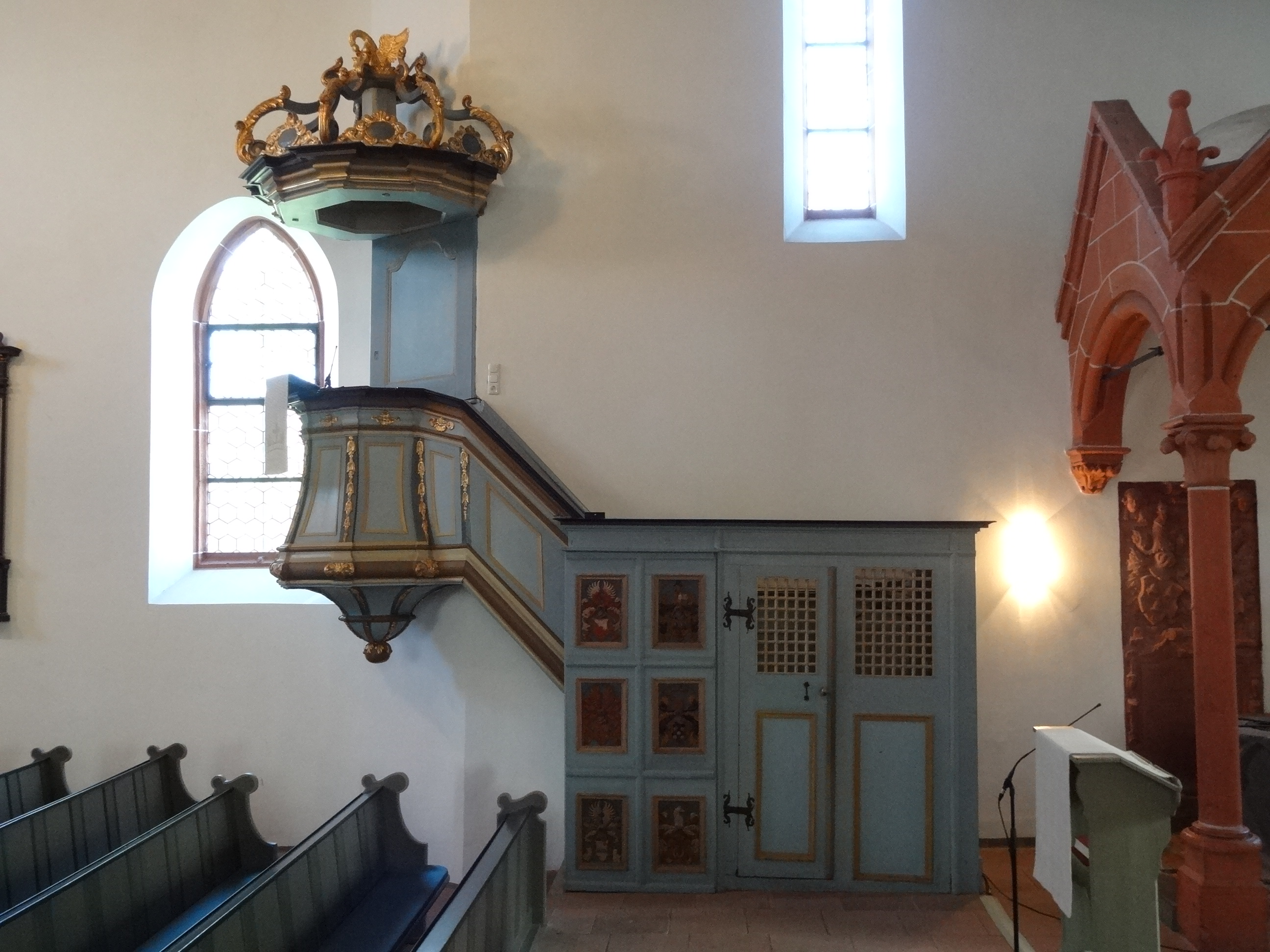
Rokoko-Kanzel mit Pfarrstuhl

Die geschwungene Kanzel aus dem Spätbarock (um 1760) ist an der Nordwand dort angebracht, wo die alte Chormauer vorspringt. Sie ist unten ausgebaucht und mit aufgenagelten vergoldeten Ornamenten verziert. Der reich gestaltete Schalldeckel mit profiliertem Kranzgesims und einer vergoldeten Volutenkrone wird von einem Pelikan, Symbol für Christus, bekrönt. Der angeschlossene Pfarrstuhl hat links eine Wappenwand, die mit sechs Adelswappen der Ganerben verziert ist. Die drei linken Wappen zeigen Loewenstein, Wrede und Darmstadt, die drei rechten die Wappen der Adelsfamilien Schütz von Holzhausen, von Sickingen und von Bellersheim. Der rechte Teil weist im oberen Bereich durchbrochenes Gitterwerk auf. Ein barocker hölzerner Opferstock mit gedrehter Säule auf viereckigem Fuß steht am vorderen Rundbogen. Der schlichte hölzerne Ambo ist mit der Jahreszahl 1561 bezeichnet.
An der Innenseite der nördlichen und südlichen Kirchhofmauer sind alte Grabsteine eingelassen. Die „Eiche an der Kirche“ ist ein ausgewiesenes Naturdenkmal.

## Orgel

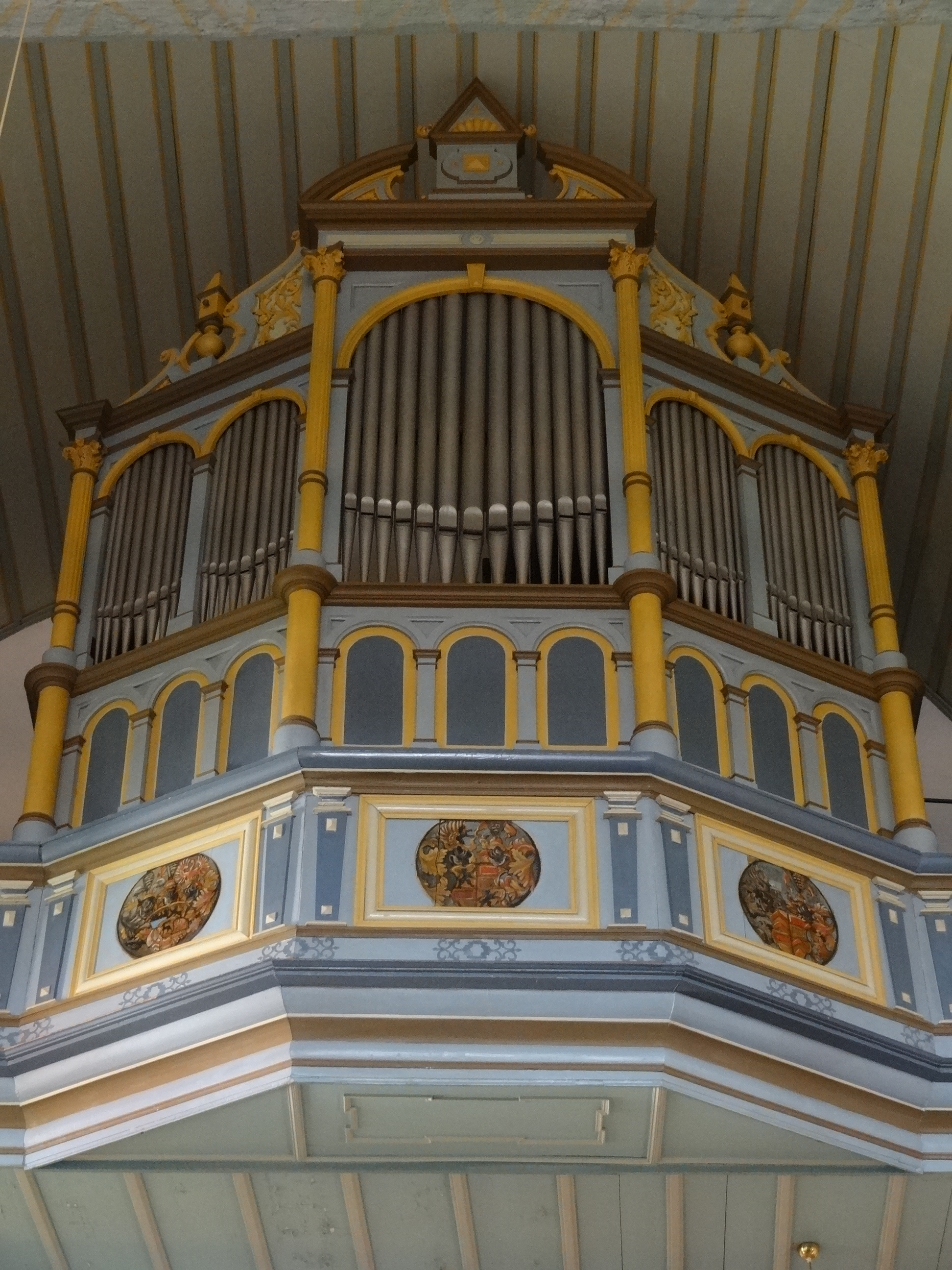
Orgelprospekt von 1897

Belege über die Einkünfte und die Pension eines Organisten in den 1610er Jahren setzen die Existenz einer Orgel voraus. Die Anschaffung von Flügeltüren im Jahr 1666 macht einen Orgelneubau wahrscheinlich. Im selben Jahr wurde eine neue Empore errichtet, auf die das neue Instrument wohl aufgestellt wurde. Vor 1720 schuf Orgelbauer Johann Friedrich Macrander aus Frankfurt eine neue Orgel mit zehn Registern auf einem Manual und Pedal, die wahrscheinlich 1765 auf die neue Ostempore umgesetzt wurde. 1896 erhielt die Giengener Orgelmanufaktur Gebr. Link den Zuschlag für eine neue Orgel, die 1897 für 4600 Mark errichtet wurde. Die Licher Firma Förster & Nicolaus erneuerte im Jahr 1963 das Pfeifenwerk. Im Jahr 2004 folgte eine Grundsanierung. Die zweimanualige Orgel verfügt seitdem über 14 Register auf pneumatischen Kegelladen. Der Prospekt auf trapezförmigem Grundriss wird durch kannelierte Säulen gegliedert. Ein großes Rundbogenfeld wird an den niedrigeren Seiten durch je ein gekuppeltes Rundbogenfeld flankiert. Die Disposition lautet wie folgt:
| I Manual C–f3 |       |
| Prinzipal     | 8′    |
| Salicional    | 8′    |
| Oktave        | 4′    |
| Gedackt       | 4′    |
| Quinte        | 2 ⁄3′ |
| Waldflöte     | 2′    |
| Mixtur III    | 1 ⁄3′ |

| II Manual C–f3 |    |
| Gedackt        | 8′ |
| Rohrflöte      | 4′ |
| Prinzipal      | 2′ |
| Terzian II     |    |

| Pedal C–d1 |       |
| Subbaß     | 16′   |
| Oktavbaß   | 8′    |
| Choralbaß  | 4′+2′ |

- Koppeln: II/I, I/P, II/P

## Geläut
Der Turm beherbergt ein Vierergeläut. Aus der Zeit vor dem 18. Jahrhundert ist über die Glocken nichts bekannt. 1783 und 1794 schaffte die Gemeinde neue Glocken an. Otto aus Gießen goss eine Glocke in Münzenberg, Johann Peter Bach II. zwei Septimglocken in Hungen. Eine 1816 von Barthels in Frankfurt gegossene kleine Glocke wurde im Ersten Weltkrieg zu Rüstungszwecken abgeliefert. Sie wurde im Jahr 1928 durch eine größere Glocke ersetzt. Die Glocken wurden im Zweiten Weltkrieg beschlagnahmt. Während die Glocken von Otto und Bach dem Einschmelzen entgingen und nach dem Weltkrieg wieder zurückkehrten, ging die Glocke von 1928 verloren. Sie wurde 1966 durch die große Glocke von Rincker ersetzt.
| Nr. | Gussjahr | Gießer, Gussort                | Schlagton | Inschrift | Bild |
| 1   | 1966     | Gebr. Rincker, Sinn            | es1       | „Verleih uns Frieden gnädiglich, Herr Gott zu unseren Zeiten / Den Gefallenen der beiden Kriege zum Gedächtnis“                            |      |
| 2   | 1783     | Friedrich Wilhelm Otto, Gießen | g1        | „IN GOTTES NAMEN BIN ICH GEFLOSSEN FRIEDRICH WILHELM OTTO AUS GIESSEN HAT MICH IN MUNSENBERG GEGOSSEN IM MONAT JULI 1783 SOLI DEO GLORIA'“ |      |
| 3   | 1794     | Johann Peter Bach II., Hungen  | as1       | „SOLI DEO GLORIA IN GOTTES NAMEN BIN ICH GEFLOSSEN VON PETER BACH IN HUNGEN GEGOSSEN 1794“                                                 |      |
| 4   | 1794     | Johann Peter Bach II., Hungen  | des2      | „SOLI DEO GLORIA IN GOTTES NAMEN BIN ICH GEFLOSSEN VON PETER BACH IN HUNGEN GEGOSSEN“                                                      |      |